# Archéptolis
Archéptolis (en grec ancien : Ἀρχέπτολις) est un gouverneur de Magnésie du Méandre en Ionie pour l'Empire achéménide (Perse) de vers 459 av. J.-C. à peut-être vers 412 av. J.-C..
Il est l'un des fils et le successeur du stratège athénien Thémistocle.